# Rudolf Plukfieldier
Rudolf Wladimirowicz Plukfieldier, ros. Рудольф Владимирович Плюкфельдер (ur. 6 września 1928 w Nowoorłowce, obwód doniecki) – radziecki sztangista, złoty medalista olimpijski, wielokrotny mistrz świata oraz Europy w podnoszeniu ciężarów.

## Biografia
Rudolf Plukfieldier, urodzony na Ukrainie w niemieckiej rodzinie, został wraz z najbliższymi na początku II wojny światowej wysłany do syberyjskiego łagru, w którym jego ojciec i starszy brat zostali straceni. W wieku 14 lat zaczął pracować w kopalniach węgla w pobliżu Kisielowska (miasto górnicze na Syberii), gdzie przebywał do 1962. W wolnym czasie uprawiał sport, najpierw lekkoatletykę i zapasy, w tej drugiej dyscyplinie wygrywając mistrzostwa regionu w latach 1948–1949.
W 1950 zajął się podnoszeniem ciężarów i wkrótce stał się jednym z czołowych sowieckich sztangistów wagi lekkiej, pomimo braku trenera. W 1962 przeniósł się do miasta Szachty w obwodzie rostowskim. Pod koniec lat 50. stał się jednym z najlepszych na świecie sztangistów wagi lekkiej. Zdobył złoto olimpijskie w 1964, był mistrzem świata w 1959, 1961, 1964, zdobył srebro na mistrzostwach świata w 1963 i był mistrzem Europy w latach 1959–1961, zdobywając srebro na mistrzostwach Europy w 1963. W kraju zdobył medale złote w latach 1958–1963, srebro w 1957 i brąz w 1956. W latach 1958–1961 ustanowił trzynaście rekordów świata w wadze lekkociężkiej: jeden w podrzucie, siedem w rwaniu i pięć w dwuboju.
Po zakończeniu kariery sportowej po igrzyskach olimpijskich w 1964 pracował jako trener podnoszenia ciężarów w Szachtach, które pod jego kierownictwem stało się jednym z głównych sowieckich ośrodków podnoszenia ciężarów. Jego uczniami byli: mistrz olimpijski w wadze koguciej z 1964 Aleksiej Wachonin, mistrz olimpijski w wadze superciężkiej z 1972 i 1976 Wasilij Aleksiejew, mistrz olimpijski w wadze średniociężkiej z 1976 Dawid Rigiert, mistrz olimpijski w wadze piórkowej z 1976 Nikołaj Kolesnikow, mistrz olimpijski w wadze muszej z 1976 Aleksandr Woronin, mistrz olimpijski w wadze ciężkiej z 1992 Wiktor Triegubow i wielu innych czołowych sowieckich sztangistów lat 70. i 80. XX wieku.
Na początku lat 90. Rudolf Plukfieldier wyemigrował z rodziną do Niemiec, osiedlając się w Kassel.

## Starty olimpijskie
- Tokio 1964 –  złoty medal (waga lekkociężka)

## Mistrzostwa świata
- Warszawa 1959 –  złoty medal (waga lekkociężka)
- Wiedeń 1961 –  złoty medal (waga lekkociężka)
- Tokio 1964 –  złoty medal (waga lekkociężka) – mistrzostwa rozegrano w ramach zawodów olimpijskich
- Sztokholm 1963 –  srebrny medal (waga lekkociężka)

## Mistrzostwa Europy
- Warszawa 1959 –  złoty medal (waga lekkociężka)
- Mediolan 1960 –  złoty medal (waga lekkociężka)
- Wiedeń 1961 –  złoty medal (waga lekkociężka)
- Sztokholm 1963 –  srebrny medal (waga lekkociężka)